# 三田市立松が丘小学校
三田市立松が丘小学校（さんだしりつ まつがおかしょうがっこう）は、兵庫県三田市川除に所在する公立小学校。

## 沿革
- 1987年（昭和62年）4月1日 - 三田市立三輪小学校から分離して開校。

## 通学区域
- 三輪区第23組、川除区、大原区 (三田工業団地内大原1番地含む）、トーカンマンシヨン、杉ケ丘区、大原荘園区、友が丘一丁目、友が丘二丁目、友が丘三丁目[1]

※卒業後は基本的に三田市立八景中学校に進学する。

## 通学区域が隣接している学校
- 三田市立三田小学校
- 三田市立三輪小学校
- 三田市立志手原小学校
- 三田市立すずかけ台小学校
- 三田市立富士小学校